# The Amalgamut
The Amalgamut é o terceiro álbum de estúdio da banda Filter, lançado a 30 de Julho de 2002. 
Foi o último álbum com Geno Lenardo, Frank Cavanagh e Steve Gillis.

## Faixas
Todas as faixas por Richard Patrick, exceto onde anotado.
1. "You Walk Away" (Patrick/Lenardo) – 4:36
2. "American Cliché" – 3:37
3. "Where Do We Go from Here" (Patrick/Lenardo) – 5:34
4. "Columind" – 3:36
5. "The Missing" – 4:46
6. "The Only Way (Is the Wrong Way)" (Patrick/Lenardo) – 5:13
7. "My Long Walk to Jail" (Patrick/Lenardo) – 4:07
8. "So I Quit" (Patrick/Lenardo/Cavanagh/Gillis) – 3:23
9. "God Damn Me" – 4:15
10. "It Can Never Be the Same" (Patrick/Lenardo/Cavanagh/Gillis) – 4:32
11. "World Today" (Patrick/DiLeo) – 5:50
12. "The 4th" (Patrick/DiLeo) – 8:07

## Paradas
Álbum
| Parada (2002) | Posição |
| ------------- | ------- |
| Billboard 200 | 32      |

Singles
| Ano                        | Single                     | Posição | Posição  | Posição | Posição  |
| Ano                        | Single                     | US      | US Main. | US Mod. | US Dance |
| -------------------------- | -------------------------- | ------- | -------- | ------- | -------- |
| 2002                       | "Where Do We Go from Here" | 94      | 12       | 11      | 21       |
| 2002                       | "American Cliché"          | —       | 40       | —       | —        |
| "—" não chegou às tabelas. |                            |         |          |         |          |

## Créditos
- Richard Patrick - Vocal, sintetizador, baixo, guitarra, bateria
- Geno Lenardo - Baixo, guitarra, teclados
- Steven Gillis - Bateria